# Timotheuskreuz

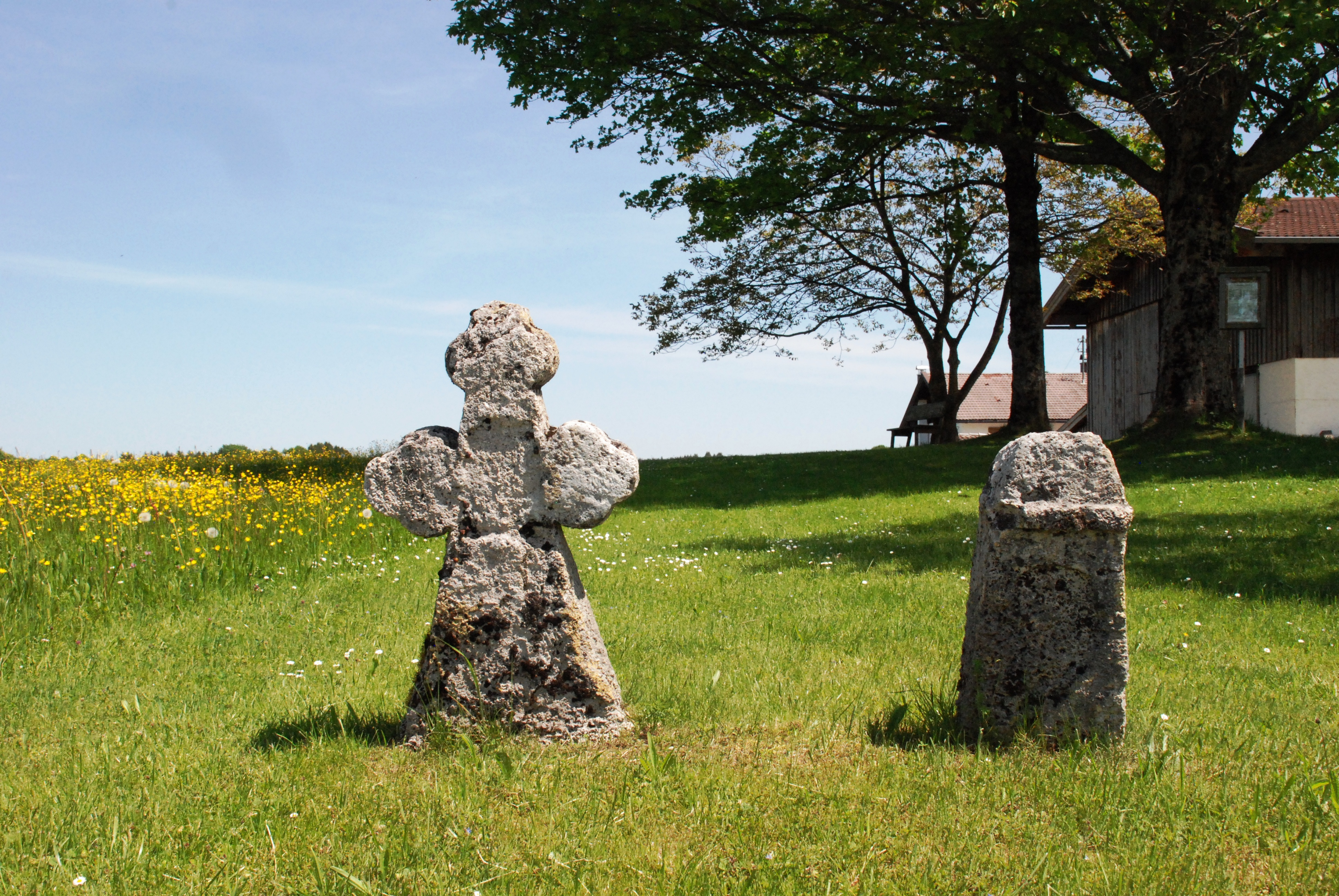
Timotheuskreuz und -pfeiler zum Gedenken an Timotheus Apian

Das Timotheuskreuz ist ein zweiteiliger Gedenkstein aus Tuffstein am Sterbeort des Landvermessers Timotheus Apian, errichtet durch dessen Bruder Philipp Apian. Timotheus und Philipp reisten für die bayerische topografische Landesaufnahme durch den heutigen Landkreis Miesbach in Oberbayern, als Timotheus am 10. September 1562 beim Weiler Feldschuster in Einhaus (heute Gemeinde Warngau) vom Pferd stürzte und starb. Die Unglücksstelle ist auf der Landtafel 22 des Apianischen Kartenwerks mit einem markanten Kreuzsymbol östlich von „Ainhaus“ gekennzeichnet.
Die beiden Steine an der Kreisstraße MB 10 – ein Kreuz und ein Pfeiler – sind unter Aktennummer D-1-82-136-40 als Baudenkmal in der Bayerischen Denkmalliste aufgeführt.